# Andrea Scanzi
Andrea Scanzi (Arezzo, 6 maggio 1974) è un giornalista, scrittore e opinionista italiano.

## Biografia
Dopo aver frequentato il liceo scientifico, si laurea in lettere moderne all'Università degli Studi di Siena nel 2000 con una tesi sui cantautori dal titolo "Amici fragili". È giurato al Club Tenco e Direttore Artistico del Premio Pigro Ivan Graziani. Giornalista pubblicista con simpatie di sinistra, ha scritto per Il mucchio selvaggio, il manifesto, Il Riformista, L'Espresso, Panorama, MicroMega, Linea Bianca, Tennis Magazine, Grazia e Donna Moderna, prima di passare nel 2005 a La Stampa. Per il quotidiano torinese per due stagioni è anche inviato del Motomondiale nel 2010 e in alcune gare del 2011. Nell'estate dello stesso anno passa a Il Fatto Quotidiano dove si occupa di diversi argomenti, principalmente politica, musica e sport e per cui cura settimanalmente la rubrica Identikit.
A teatro è autore e interprete dello spettacolo Gaber se fosse Gaber, dedicato a Giorgio Gaber e patrocinato dalla Fondazione Gaber, che ha attraversato i teatri d'Italia dal 2011 al 2013, aggiudicandosi il "Premio Lunezia a Teatro 2013". Nel settembre 2012 esordisce con Le cattive strade dedicato a Fabrizio De André. Nel 2016 parte in tournée con Il sogno di un'Italia, il suo terzo spettacolo, e nel 2017 è la volta di Eroi, dedicato a dieci figure dello sport. Nel 2018 porta a teatro la trasposizione del suo libro Renzusconi, in seguito aggiornato e rinominato Salvimaio.
Dal 2012 al 2016 conduce su La3 il programma di interviste Reputescion, in cui analizza inoltre la reputazione degli ospiti sulla rete. Dal 2013 è frequente ospite nel programma Otto e mezzo, condotto da Lilli Gruber su LA7. Tifoso del Milan, dopo alcune apparizioni a Tiki Taka - La repubblica del pallone, nella stagione 2015-2016 partecipa come ospite fisso al programma Il processo del lunedì, condotto da Enrico Varriale su Rai 3. Nell'estate 2016 conduce assieme ad Alessia Reato su LA7 Futbol.
A partire dal 2016 è ospite ricorrente a Cartabianca, talk show politico condotto da Bianca Berlinguer su Rai 3. Dal 2018 al 2019 ha condotto il programma The Match sul Nove, in cui due personaggi con opinioni antitetiche si confrontano su diversi argomenti. Nel febbraio 2018 viene scelto dal direttore artistico Claudio Baglioni come componente della giuria di esperti per il 68º Festival di Sanremo. A partire dal 14 maggio dello stesso anno conduce in coppia con Luca Sommi sul Nove il talk Accordi & disaccordi. Nel 2019 è stato ospite di Adriano Celentano ad Adrian Live - Questa è la storia..., show che anticipa l'omonima serie animata in onda su Canale 5.
Da aprile 2020, in concomitanza con la pandemia di COVID-19, diviene il giornalista italiano con più interazioni sui social secondo la classifica di Sensemakers. Dal 20 ottobre 2020 conduce su Loft il programma Amici fragili. A dicembre 2020 collabora con Giovanni Gulino, leader dei Marta sui Tubi, al singolo inedito del suo percorso solista intitolato Il Teatro è la mia chiesa.
Dal 2021 porta in tour lo spettacolo E ti vengo a cercare, dedicato a Franco Battiato, per il quale l'anno successivo scrive un libro dal medesimo titolo, edito da Paper First. Sempre nel 2022 dedica a Giorgio Gaber un libro dallo spettacolo E pensare che c'era Giorgio Gaber, da lui portato in scena in teatro a partire dal 2018.

## Controversie
- Nell'aprile del 2000 è rimasto coinvolto in una rissa con il cantante dei Negrita Pau all'interno di una discoteca aretina, riportando una prognosi di sette giorni per un'emorragia all'occhio destro[9]; nel 2009 il cantante è stato condannato in sede civile a pagare a Scanzi i danni morali e patrimoniali e le spese processuali.[10]

- Il 25 febbraio 2020 durante una diretta si sfogava contro quella che — a suo dire — non era una malattia mortale, prendendosela con il "delirio collettivo" su Covid-19 quando, a quella data, la situazione appariva già in tutta la sua gravità, secondo il bollettino del Ministero della Salute.[11] Successivamente, ammise l'errore commesso nell'aver sottovalutato il fenomeno dell'allora imminente pandemia[senza fonte].

- Il 22 marzo 2021 la procura della Repubblica di Arezzo apre un fascicolo sulla sua vaccinazione anti COVID-19, dopo le numerose polemiche sollevate dai media per il fatto che il giornalista avrebbe saltato la lista di attesa e non avrebbe seguito le regolari procedure di prenotazione.[12] Dal canto suo il giornalista ha affermato: “Era una vaccinazione legale, autorizzata e che rifarei. Una vaccinazione per cui larga parte degli italiani avrebbe dovuto ringraziarmi. L'ho fatta in un momento storico in cui nessuno o pochi italiani avrebbero voluto fare AstraZeneca”.[13] Il 28 giugno la Procura di Arezzo, dopo non avere mai ipotizzato né reati né indagati nel modello 45 aperto più di tre mesi prima, chiede l'archiviazione per la vicenda, poiché dal punto di vista giuridico-legale non si configura alcun reato nella condotta del giornalista.[14] L'8 marzo 2022 il Gip del Tribunale di Arezzo archivia definitivamente il procedimento con la motivazione che Andrea Scanzi "non aveva diritto a ricevere la dose del vaccino anti-Covid", ma il fatto non costituisce alcun reato e deve essere prosciolto.[15] A seguito delle forti polemiche le reti televisive Rai e LA7 hanno sospeso per tre settimane la collaborazione con Scanzi.[16][17]

## Vita privata
Scanzi è stato sposato con la modella Linda Barbagli. Dopo il divorzio, è stato fidanzato con Selvaggia Lucarelli. Attualmente la sua compagna è Sara Lucaroni, giornalista e collaboratrice de L’Espresso. Non ha figli.

## Partecipazioni televisive

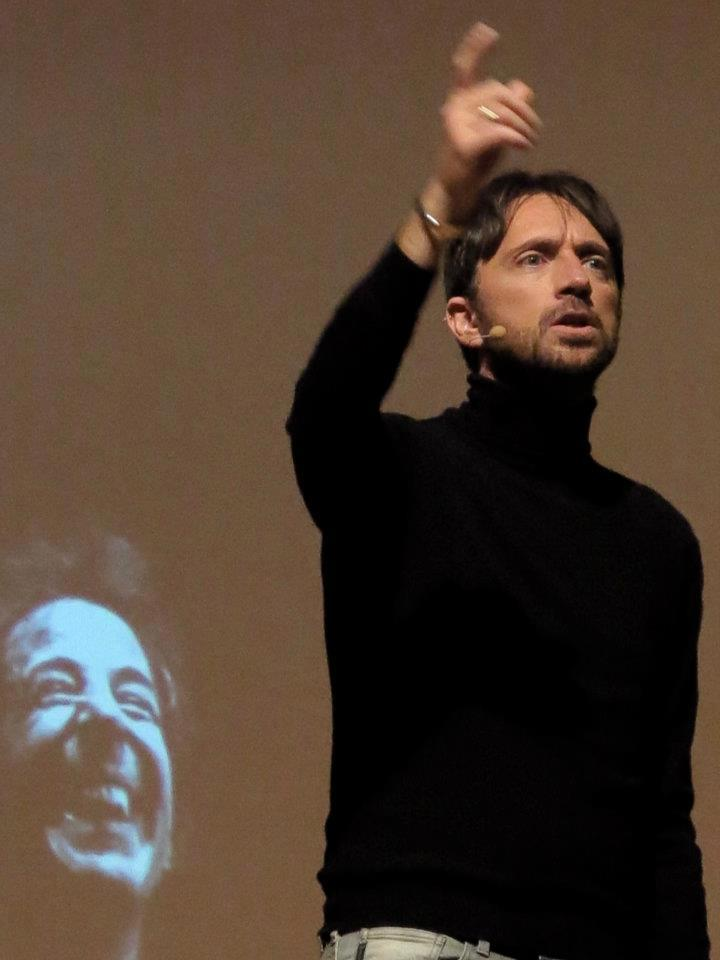
Andrea Scanzi in scena durante lo spettacolo teatrale Gaber se fosse Gaber a Cison di Valmarino nel 2012

### Conduttore
- Reputescion (La3, 2012-2016)
- Futbol (LA7, 2016)
- The Match (Nove, 2018-2019)
- Accordi & Disaccordi (Nove, 2018-in corso)
- Amici fragili (TvLoft, 2020)
- L'affondo (TvLoft, 2021)
- Oltre la vittoria (Discovery+, Nove, 2021)
- Unplugged (TvLoft, 2022)
- Chiedilo a Scanzi (TvLoft, 2023-in corso)

### Opinionista
- Ma anche no (LA7, 2011-2012)
- G'Day (LA7, 2012)
- Otto e mezzo (LA7, 2013-in corso)
- Tiki Taka - Il calcio è il nostro gioco (Italia 1, 2014-2015)
- Il processo del lunedì (Rai 3, 2015-2016)
- Cartabianca (Rai 3, 2016-2023)
- Punto esclamativo (TvLoft, 2020)
- È sempre Cartabianca (Rete 4, 2023-in corso)

## Opere
- Collaborazione con l'editore Enrico Mattesini nei testi del libro Roberto Baggio, Una porta nel cielo. Un'autobiografia, Arezzo, Limina, 2001, ISBN 88-86713-81-9.
- Collaborazione a Enrico Mattesini, Il caso Ronaldo, Arezzo, Limina, 2002, ISBN 88-86713-84-3.
- Il piccolo aviatore. Vita e voli di Gilles Villeneuve, Arezzo, Limina, 2002, ISBN 88-86713-93-2.
- Testi in Roberto Baggio, Il sogno dopo, Arezzo, Limina, 2002, ISBN 88-88551-02-6; 2003, ISBN 88-88551-11-5.
- C'è tempo. Ritratti a scomparsa, prefazione di Daniele Luttazzi, Ancona, PeQuod, 2003, ISBN 88-87418-47-0.
- Rossoneri comunque. Venticinque tifosi raccontano il loro Milan, a cura di e con Davide Grassi, prefazione di Enzo Jannacci, Arezzo, Limina, 2003, ISBN 88-88551-03-4.
- Il colore viola. Voci per una fede incrollabile, a cura di e con Guido Giusti, collaborazione di Pippo Russo, Arezzo, Limina, 2003, ISBN 88-88551-07-7.
- Canto del cigno. Gol, gesti e bellezza in Van Basten, Prefazione di Gianni Mura, Arezzo, Limina, 2004, ISBN 88-88551-31-X.
- Ivano Fossati. Il volatore, Firenze, Giunti, 2006, ISBN 88-09-04603-X.
- Elogio dell'invecchiamento. Viaggio alla scoperta dei dieci migliori vini italiani (e di tutti i trucchi dei veri sommelier), Milano, Mondadori, 2007, ISBN 978-88-04-57162-9.
- Il vino degli altri. Viaggio alla scoperta dei migliori vini del mondo (e dei loro rivali italiani), Milano, Mondadori, 2010, ISBN 978-88-04-59832-9.
- I cani lo sanno. Elogio dello sguardo rasoterra, Milano, Feltrinelli, 2011, ISBN 978-88-07-49112-2.
- Ve lo do io Beppe Grillo, Milano, Mondadori, 2008. ISBN 978-88-04-57762-1; prefazione di Marco Travaglio, 2012, ISBN 978-88-04-62429-5.
- Happy Birthday, Nebraska, Milano, Feltrinelli, 2012. [e-book]
- Non è tempo per noi. Quarantenni. Una generazione in panchina, Milano, Rizzoli, 2013, ISBN 978-88-17-07057-7.
- La vita è un ballo fuori tempo, Milano, Rizzoli, 2015. ISBN 978-88-17-08190-0.
- I migliori di noi, Milano, Rizzoli, 2016, ISBN 978-88-170-9012-4.
- Renzusconi. L'allievo ripetente che (non) superò il maestro, Prefazione di Marco Travaglio, Roma, Paper First, 2017, ISBN 978-88-997-8421-8.
- Con i piedi ben piantati sulle nuvole. Viaggio sentimentale in un'Italia che resiste, Collana Saggi italiani, Milano, Rizzoli, 2018, ISBN 978-88-171-0338-1.
- Salvimaio. Dall'inciucio al populismo: Terza Repubblica o dilettanti allo sbaraglio?, Roma, Paper First, 2018, ISBN 978-88-997-8457-7.
- La politica è una cosa seria. Da Berlinguer a Salvini, dieci motivi per cacciare i pagliacci, Collana Saggi italiani, Milano, Rizzoli, 2019, ISBN 978-88-171-0990-1.
- Il cazzaro verde. Ritratto scorretto di Matteo Salvini, Roma, Paper First, 2019, ISBN 978-88-997-8485-0.
- I cazzari del virus. Diario della pandemia tra eroi e chiacchieroni, Roma, Paper First, 2020, ISBN 978-88-314-3107-1.
- La congiura dei peggiori. Da Salvini a Bolsonaro, tutti i figuri che mandano in vacca il pianeta, Milano, Rizzoli, 2020, ISBN 978-88-170-9959-2.
- Demolition Man. Matteo Renzi, la tragedia della politica italiana, Milano, Rizzoli, 2021, ISBN 978-88-171-5816-9.
- Sfascistoni. Manuale di resistenza a tutte le destre, Roma, Paper First, 2021, ISBN 978-88-314-3151-4.
- E ti vengo a cercare. Voli imprevedibili ed ascese velocissime di Franco Battiato, Roma, Paper First, 2022, ISBN 978-88-314-3175-0.
- Guida galattica per elettori incazzati, Milano, Rizzoli, 2022, ISBN 978-88-171-6245-6.
- E pensare che c'era Giorgio Gaber, Roma, Paper First, 2022, ISBN 978-88-314-3121-7.
- Lucio Battisti. Il genio invisibile, Roma, Paper First, 2023, ISBN 979-12-554-3022-3.
- La sciagura. Giorgia Meloni e il suo governo disastroso, Roma, Paper First, 2023, ISBN 979-12-554-3013-1.
- Continuavano a chiamarla sciagura. Nuovo diario tragicomico del governo Meloni, Roma, Paper First, 2024, ISBN 979-12-554-3095-7.

### Prefazioni
- 2009 – La strategia della tartaruga, di Maurizio Costanzo – Mondadori
- 2012 – Ivan Graziani – Viaggi e intemperie, di Lorenzo Arabia – Minerva
- 2014 – F CK Blogbook 2011-2014, di Flavio Campagna – Autoprodotto
- 2015 – Come un uomo, di Alberto Bertoli con Gabriele Maestri – Infinito Edizioni
- 2015 – Ivan Graziani – Il primo cantautore rock, di Paolo Talanca – Crac
- 2015 – Amaranto siamo noi – La storia del calcio ad Arezzo, di Raffaello Emiliani e Carlo Fontanelli – Geo Edizioni
- 2015 – Gli amici di Arké (contributo scritto al catalogo di Vini Naturali “Arkè”)
- 2016 – G&G – Gaber a fumetti, di Davide Barzi e Sergio Gerasi – Beccogiallo
- 2017 – L'attimo fuggente, di Davide Grassi – Edizioni della Sera
- 2017 – Posto, taggo, dunque sono?, di Angelo Romeo – Mimesis
- 2017 – Non solo gol, di Simone Donati – CortonaOnTheMove
- 2017 – #StefanoTorre, di Marcello Pollastri – Papero Editore
- 2018 – Solfeggi, di Cinzia Della Ciana – Helicon
- 2018 – Ivan Graziani – Il disegnatore è libero – Fondazione Pescabruzzo
- 2018 – Toscani incontra il Toscano – Skira (foto ritratto by Oliviero Toscani)
- 2019 – Siamo tutti compagni di scuola, di Gianluca Cherubini – Bibliotekha
- 2019 – Lo ammetto, ho tentato di essere felice! di Gianluca Brundo – Bertoni
- 2020 – La casa nella pandemia, di Matteo Corfiati – La Case Books
- 2021 – Volevo essere Garrincha, di Edoardo Maturo – Piemme
- 2021 – Il silenzio che c'è fuori – Emuse (foto)
- 2021 – Arezzo, una Guida, di Roberto Rossi e Cristina Cristofoli – Odos Libreria Editrice (contributo con top 5 dei luoghi aretini del cuore)
- 2021 – Salvineide di Carlo Cornaglia – Aliberti

## Filmografia

### Cinema
- Italiano medio, regia di Maccio Capatonda (2015)
- Si muore tutti democristiani, regia de Il Terzo Segreto di Satira (2017)

### Televisione
- Mario – serie TV, episodio 2x06 (2014)

## Teatro
- 2011/2015 – Gaber se fosse Gaber
- 2013/1015 – Le cattive strade (con Giulio Casale)
- 2016/2017 – Il sogno di un'Italia (con Giulio Casale)
- 2016/18 – Eroi – Dieci storie emblematiche di sport
- 2018 – Renzusconi (tratto dall'omonimo bestseller)
- 2018/19 Salvimaio (tratto dall'omonimo bestseller)
- 2019/2020 Il Cazzaro Verde (tratto dall'omonimo bestseller)
- 2014/in corso – Fuochi sulla collina (con Filippo Graziani)
- 2018/in corso – E pensare che c'era Giorgio Gaber
- 2018/in corso – Soundtrack of my life (con Bocephus King)
- 2019/in corso – Shine On – La bellezza inaudita dei Pink Floyd (con i Floyd On The Wing)
- 2021/in corso – E ti vengo a cercare - Voli imprevedibili ed ascese velocissime di Franco Battiato
- 2024/in corso – La Sciagura - Cronaca di un governo di scappati di casa (tratto dall'omonimo bestseller)